# 2-アセチルブチロラクトン
2-アセチルブチロラクトン(2-Acetylbutyrolactone, ABL)は、γ-ブチロラクトンの誘導体であり、有機合成の前駆体としたり、化学蛍光で第一級アミンを同定するのに用いられる。

## 合成
2-アセチルブチロラクトンは、アルカリ溶液中での酢酸エチル等の酢酸エステルとブチロラクトンの付加脱離反応で合成される。
また、アルカリ環境中でエチレンオキシドとアセト酢酸エチルを反応させることでも合成される。

## 利用

### 分光蛍光
2-アセチルブチロラクトン自体はわずかな蛍光しかないが、その誘導体は高い紫外線蛍光を示す。カルボニル基はアミン基と容易に反応し、シッフ塩基を形成する。このため、2-アセチルブチロラクトンは有機合成においてアミンの形成を確認するためにしばしば用いられる。また、ヤップ・クリンゲマン反応により、芳香族アミンの蛍光分子を形成する。

### 薬品の前駆体
2-アセチルブチロラクトンは、以下の物質の合成にも用いられている。
1. リスペリドン
2. リタンセリン
3. パリペリドン
4. オカペリドン
5. セガンセリン
6. セトペロン
7. メトレンペロン
8. ピレンペロン
9. ノボルジアミン [140-80-7]
10. クロメチアゾール
11. バルマスチン
12. R 59-022 [93076-89-2]
13. ID-4708 [42048-72-6]
14. サンタレン[6]
15. α-メチレン-γ-ブチロラクトン[7]